# Charles Rhys
Charles Arthur Uryan Rhys, 8e baron Dyvenor, né le 21 septembre 1899 et mort le 15 décembre 1962), est un pair et homme politique britannique.

## Biographie
Il est le fils de Walter FitzUryan Rice (7e baron Dynevor).
Rhys fait ses études au Collège d'Eton et au Collège militaire royal de Sandhurst et est nommé membre des Grenadier Guards. En 1919, il reçoit l'Ordre de Sainte-Anne de Russie. Il démissionne de sa commission de lieutenant en 1920. Il est nommé lieutenant adjoint du Carmarthenshire en 1925 et juge de paix en 1931.
Rhys est député conservateur de Romford de 1923 à 1929, année où il est battu par HT Muggeridge du Parti travailliste. Il est réélu à la Chambre des communes deux ans plus tard, à une élection partielle sans opposition en 1931 comme député de Guildford, occupant le siège jusqu'à ce qu'il se retire aux élections générales de 1935. Il est secrétaire parlementaire privé de Stanley Baldwin de 1927 à 1929.
Le 29 septembre 1934, il épouse Hope Mary Woodbine, qui était autrefois l'épouse du capitaine Arthur Granville Soames, OBE, des Coldstream Guards.
Rhys est vice-président de la Sun Insurance Company et président de la Cities of London and Westminster Conservative Association de 1948 à 1960. Il est également le gouverneur du Musée national du pays de Galles.
De 1950 à 1962, Rhys est président du University College of South Wales and Monmouthshire (maintenant appelé Université de Cardiff).
Lorsqu'il meurt à l'âge de 63 ans, les droits de succession précédemment dus à la suite de la succession du 7e baron n'avaient pas été payés, plaçant une charge financière intolérable sur son fils Richard Charles Uryan Rhys, 9e baron Dynevor.